# Dorothee Döring

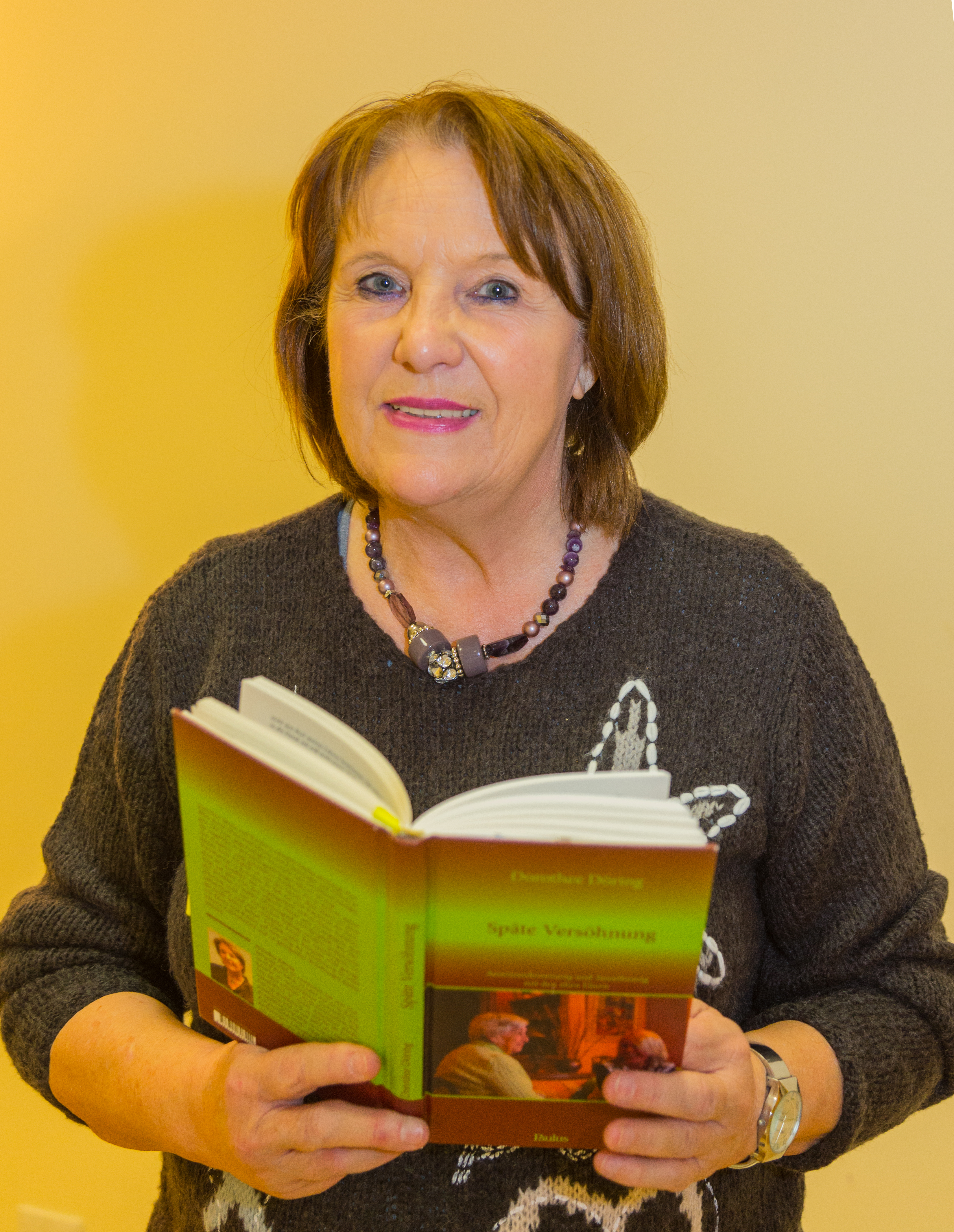
Dorothee Döring 2016 während einer Lesung in der Familienbildungsstätte in Ibbenbüren.

Dorothee Döring (* 1949 in Heinsberg, jetzt Kirchhundem) ist eine deutsche Autorin sowie Lebens- und Konfliktberaterin.

## Leben
Dorothee Döring wurde 1949 in Heinsberg/Kreis Olpe geboren. Sie studierte an der Gesamthochschule Siegen Pädagogik und unterrichtete anschließend an verschiedenen Gymnasien in Bottrop Kunst. Nach krankheitsbedingter Frühpensionierung arbeitete sie ehrenamtlich als Sterbebegleiterin. Nach einer Qualifizierung in Erwachsenenbildung liegen ihre Schwerpunkte heute in Persönlichkeitsentwicklung und Konfliktmanagement.
Dorothee Döring hat zwei erwachsene Töchter und ist in zweiter Ehe verheiratet. Sie lebt in Kempen-Tönisberg.

## Veröffentlichungen
- Gesucht: Partner fürs Leben, 1999
- www.Traumprinz..., 2001
- Leben in Würde bis zuletzt, 2002
- Rollentausch – Wenn Eltern in die Jahre kommen, 2004
- Den Weg durch Leid und Trauer gemeinsam gehen, 2004
- An Unglück und Verlusten wachsen – Schicksale als Entwicklungschancen, 2005
- Dinner for One – Single-Leben als Chance, 2005
- Warum allein bleiben – Erfolgreiche Partnersuche im Alter, 2006
- Über Fünfzig – na und!- Mit Selbstbewusstsein und Lebensfreude in die zweite Lebenshälfte, 2006
- Wodurch wir wurden, was wir sind – Familienprägungen erkennen und verstehen, 2006
- Alte Liebe rostet nicht – Wie Sie Ihre Partnerschaft jung halten, 2007
- Die Brücke zurück ins Leben finden – Hilfen für Trauernde nach dem Verlust eines lieben Menschen, 2007
- Erste Hilfe bei Kränkungen – Seelischen Verletzungen in der Familie aktiv begegnen, 2007
- Ich liebe mein Alter! – Endlich Zeit, das Leben zu genießen, 2007
- Glücklich allein – Ohne Partner in die reifen Jahre, 2007
- Gemeinsam statt einsam – Wenn meine Eltern Pflege brauchen, 2008
- Ohne Partner weiterleben – Hilfen für verwitwete Frauen, 2008
- Familiengeheimnisse und Tabus – Wie Sie sich Ihrer Vergangenheit stellen können, 2008
- Glückliche Patchworkkinder – zu Hause in mehreren Familien, 2009
- Familienglück im zweiten Anlauf – Chancen und Risiken einer Patchwork-Familie, 2010
- Wie Du und doch ganz anders – Von Müttern und Töchtern, 2011